# 희랑
희랑(希限)은 신라 말기에서 고려 초기에 걸쳐 해인사에서 활동한 승려이다.

## 개요
고려 시대의 문헌인 《균여전》(均如傳)에 따르면 후삼국시대 희랑은 당시 해인사에서 주석하고 있었으며, 남악파의 관혜와 대비되어 왕건을 지지하는 북악파의 중심 인물이었던 것으로 그리고 있다.
균여전은 의상(義湘)에서부터 시작되는 신라 화엄종 전법의 계보가 의상→법융(法融)→신림(神琳)→결언(決言)→희랑(希朗)→의순(義順)을 거쳐 균여로 이어지는 것으로 설명하고 있으며, 균여는 법계상 희랑의 손제자가 된다.
《가야산해인사고적기》에 따르면 신라 말기 왕건이 백제(후백제)의 왕자인 월광과 전투하게 되었을 때 미숭산에서 농성하고 있던 월광을 상대하기 어렵게 되자 해인사로 와서 희랑에게 월광을 제압할 방법을 청했고, 희랑이 용적대군야차왕을 보내어 월광이 이를 보고 두려워 항복하였다고 전하고 있다. 이에 왕건은 희랑에게 감사의 뜻으로 전답 5백 결을 하사하였고, 희랑은 이를 가지고 해인사를 중수하였다.
희랑은 904년에 입적하였다. 광종이 즉위하고(949년) 5월 희랑에게 해진존사원융무애부동상숙연기상유조량시조대사존자(海印尊師圓融無碍不動常寂緣起相由照揚始祖大智尊者)라는 시호를 하사하였다.
신라 말기의 문인 최치원이 희랑에게 지어 준 칠언고시 '증희랑화상' 5수가 전해지고 있다.
해인사에는 그가 수행하였던 암자 희랑대가 남아 있고, 그곳에 희랑조사상이 소재하고 있다.

## 같이 보기
- 합천 해인사 건칠희랑대사좌상
- 고창 전투